# Manjul
Manjul est le pseudonyme de Julien Souletie, un artiste franco-malien, musicien multi-instrumentiste notamment reggae, Dub, né en 1976 dans le XVIIIe arrondissement de Paris. Après de nombreuses années dans les iles de Mayotte et La Réunion, il vit depuis 16 ans au Mali.

## Biographie
Manjul est né à l’hôpital Bretonneau et passe son enfance dans le quartier de Barbès. Il manifeste très tôt son attirance pour la musique et commence à apprendre le violon à 7 ans. Lorsqu'il a 14 ans, Manjul se tourne vers le rastafarisme et choisi de s'exprimer à travers la musique reggae. Il joue du nayabinghy et de la guitare basse avant de s'attaquer, de manière autodidacte à d'autres instruments (rythmiques et à claviers notamment). Manjul rencontre ainsi le musicien mahorais Baco Mourchid qui possède un studio d'enregistrement à Paris. Devenus amis, Manjul passe des journées entières au studio, apprenant le métier d'ingénieur du son ou regardant simplement les musiciens se produire. Aussi, à la suite de quelques problèmes de santé, Baco cesse son activité et cède une partie de son matériel à Manjul.
Manjul décide de quitter la France pour l'Afrique, continent qui l'a toujours attiré, une partie de sa famille en étant originaire. Il s'installe à Mayotte où il fonde le « Humble ark Band » avec le pianiste Radju Chiaby et les guitaristes Oumar Touré et Hugues Valot. Pendant trois ans le groupe se produira sur l'île. Cependant les conditions sont difficiles, peu de voies de circulation, l'électricité n'est pas installée et Manjul doit prendre une décision importante concernant son avenir à la naissance de son fils.
Il part ensuite pour La Réunion, pressé par son ami Baco qui lui dévoile une activité musicale bien plus intense et lui propose plusieurs concerts. Manjul monte alors son propre studio analogique d'enregistrement 8 pistes qu'il baptise « Humble Ark », dans la ville de Saint-Leu. Il se met à la disposition de plusieurs artistes qui feront appel à lui pour l'enregistrement, le mixage, les arrangements, la composition et l'interprétation de certaines parties instrumentales. En 2000 il produit son premier album à son nom, « Indian Ocean In Dub Fight 1 », une compilation de dubs réalisés dans son studio avec une pléiade d'artistes issus de tout l'Océan Indien.
En Mai 2001, Manjul déménage une nouvelle fois avec sa famille pour le Mali, d'où est originaire sa femme. L'année suivante, il remonte le Humble Ark à Bamako, la capitale et reprend son travail de production. De plus en plus d'artistes lui font confiance entre l'Europe, les îles et l'Afrique et il va par exemple jouer pour Tiken Jah Fakoly, Sugar Minott lors de concerts et d enregistrements studio.

En 2002 paraît l'album « Nou Lé Sak Nou Fé », enregistré en 1999 avec le Humble Band. Cet album dévoile la particularité du son de Manjul, mélange de musiques africaines et de roots jamaïcain. À Bamako, l'artiste accentue le concept et entreprend la réalisation d'un « Dub To Mali » des plus originaux. Toutes les techniques de productions propres au style sont utilisées (écho, delay, etc.) et de nombreux instruments traditionnels africains sont incorporés, ainsi que des parties vocales chantées en Bambara. Divers artistes tels que Amadou & Mariam, Tiken Jah Fakoly ou Takana Zion ont ainsi participé à ce projet.
En 2007 en musique 2007 il sort le 2e volume de "Dub to Mali" également plébiscité aussi bien dans le milieu Reggae que "World" et il réalise le premier album de Takana Zion intitulé « Zion Prophet » au studio Humble Ark. Depuis, Manjul et le Humble Band sont en tournée à travers l'Europe et l'Afrique pour accompagner le chanteur.
il réalise aussi de nombreux albums pour son label dont les artistes Bishob ( Nigeria), Dj lion (Sierra Leone) ,Natty Jean (Sénégal)...., qu'il accompagne aussi périodiquement avec son band.
En 2012, Manjul collabore avec Danakil pour un remix de leurs tubes en version Dub pour l'album "Echos Du Dub", ce qui lui vaut d'accompagner le groupe Danakil sur la route de leur "Tour 2012" dans toute la France.
Les collaborations se multiplient avec des artistes de différentes régions du Mali et autre pays Afrique et du Monde, dont les  skatalites,
et de plus en plus d' artistes et producteurs font appel à lui et viennent travailler au Mali, dans le studio de Manjul, toujours nommé Humble Ark Records, devenu l'un des grands studio d'enregistrement professionnel à Bamako, parmi les références en Afrique de l'Ouest et même en Europe, notamment en matière de Reggae, enregistrements "Live" et musique traditionnelle africaine...
Apres plus de 20 ans de travail, dont 15 au Mali, Manjul est devenu le pionnier du genre : la rencontre de la musique rasta et de la musique Malienne et ouest africaine

## Style musical
Son expérience, son attirance pour l'Afrique et sa musique ont permis à Manjul de développer un dub dont il est encore l'unique représentant. Si toute la base roots dub est assurée à la manière des premiers du genre (King Tubby, Lee 'Scratch' Perry...) des instruments traditionnels comme le N'goni, le violon Sokou, le Tamani, le Ballani ou la flûte Tambine donnent à chaque morceau cette coloration particulière d'un "dub africain". De nombreux chants parsèment les productions, tous assurés par des artistes du continent, souvent déclamés là aussi de façon traditionnelle. Manjul a mis au point la fusion du dub avec le folklore africain.

## Collaborations
Liste non exhaustive d'artistes et de groupes avec lesquels Manjul a pu collaborer ou produire au « Humble Ark Studio » :
Koko Tanjah, Danakil, Boat For Zion, Humble Band, Ras Sylvio, Ti Rat & Rouge Reggae, Lyn Seggae, Natty Dread, Hassan Koffe, Jah Woosh, Abraham, Little Dany, Levi Roots, Lone Ranger, Cedric Myton, Azrock, Baco, Mike Brooks, Anthony Johnson, David Jahson, Sugar Minott, Franckie Irie Humphreys, David Levy, Straika D, Difanga, Abisha, Takana Zion... Dread Lam, Natty Jean, Dj Ladji, Bishob, Adama Yalomba, Djata Sya, Jahman Eselem, Tiken Jah Fakoly, Gabty, Dj Lion, Amadou et Mariam, Toumani Diabate, Bassekou Kouyate, Ahmed Fofana, Neba Solo, Simple Man, Iba Diabate, Abdoulaye Diabaté, Salif Keita, Oumou Sangare, Cheick Tidiane Seck...

## Discographie

### Solo
- Ras Sylvio meets Manjul : Fo Nou Lev (Humble Ark Records, 1999 réédition 2002)
- Baco meets Manjul : Martyr's Blues (Zenah, 2002)
- Sugar Minot : Leave Out A Babylone (Discograph, 2001)
- African Brothers : Mysterious Nature (Discograph, 2003)
- Faso Kanou : Dub To Mali vol.1 (Humble Ark Records, 2005)
- Koko Tanjah : Mwinda (DOM Plus, 2008)
- Bshob meets Manjul : Get Up And Try (Makafresh, 2007, enregistré au Humble Ark Studio)
- Jahtiguiya : Dub To Mali vol.2 (Humble Ark Records, 2007)
- Takana Zion : Rappel à l'Ordre (Humble Ark Records, 2009)
- Soul Train Band meets Manjul; Reggae Music  (Humble Ark Records, 2013)
- DJ Lion meets Manjul : Afreecan Children (Humble Ark Records, 2010)
- Natty Jean : Santa Yalla (Humble Ark Records, 2010 & Baco Records, 2011)
- Ras Ladji : I Ba Ye  (Humble Ark Records, 2011)
- Danakil : Écho Du Dub (Baco Records, 2012)

### Humble Band
- Flore Davis and : Allez loué Jah (Humble Ark Records, 1999)
- Timera : Be Steady (Zenah, 2001)
- Nou Lé Sak Nou Fé (Nocturne/Humble Ark Records, 1999 réédition 2002)
- Jah Saves The Humble (Humble Ark Records, 2002)
- Takana Zion : Zion Prophet (Humble Ark Records, 2007)

### Manjul, Humble Band & Friends
- Indian Ocean In Dub Fight 1 (Humble Ark Records, 2000)
- Indian Ocean In Dub Fight 1&2 (Humble Ark Records, 2001)
- Mali Reggae sien ( Mali K7) 2002
- United Voices of Africa (Mali K7) 2004